# Milwaukee County Stadium
Le Milwaukee County Stadium (localement connu comme le County Stadium) était un stade de baseball situé à Milwaukee, Wisconsin de 1953 à 2000. Il a été principalement utilisé comme un stade de baseball pour les Milwaukee Braves et les Brewers, mais aussi pour des matches de football américain, le patinage, les rassemblements religieux, les concerts et d'autres grands événements. Le stade fut remplacé par le Miller Park en 2001.
Quand il s'est ouvert en 1953 il avait une capacité de 28 111 sièges permanents et pouvait accueillir jusqu'à 36 011 personnes. Après une extension un an plus tard, la capacité fut augmentée à 43 394 places. En 1975, le stade fut encore agrandi et possédait 53 192 places.

## Événements
- World Series, 1957, 1958 et 1982
- Match des étoiles de la Ligue majeure de baseball 1955, 12 juillet 1955
- Match des étoiles de la Ligue majeure de baseball 1975, 15 juillet 1975
- WWF WrestleFest 1988, 31 juillet 1988

## Dimensions
- Left Field - 315 pieds (96 mètres)
- Left-Center - 377 ' (114,9 m)
- Center Field - 402 ' (122,5 m)
- Right-Center - 377 ' (114,9 m)
- Right Field - 315 ' (96 m)